# Reginaldo Santos
Reginaldo Pinto Pires dos Santos (ur. 23 kwietnia 1996) – portugalski zapaśnik walczący w stylu klasycznym. Brązowy medalista mistrzostw śródziemnomorskich w 2015 roku.